# Ständiger Ausschuss des Politbüros der Kommunistischen Partei Chinas
Der Ständige Ausschuss des Politbüros der Kommunistischen Partei Chinas (chinesisch 中国共产党中央政治局常务委员会, Pinyin Zhōngguó Gòngchǎndǎng Zhōngyāng Zhèngzhìjú Chángwù Wěiyuánhuì) ist ein Gremium, dessen Mitgliederzahl zwischen fünf und neun variiert. Dieses Gremium bildet die Führungsspitze der Kommunistischen Partei Chinas und damit des gesamten Landes. Die Arbeitsweise dieses inneren Zirkels ist nicht bekannt. Es wird vermutet, dass die Entscheidungen im Konsens der derzeit sieben Mitglieder gefällt werden.

## Geschichte
Obwohl der Ständige Ausschuss des Politbüros der Kommunistischen Partei Chinas seit Beginn der Volksrepublik China besteht, variierte sein Einfluss sehr stark. Während der Kulturrevolution war er praktisch entmachtet.
Als Deng Xiaoping 1978 an die Macht kam, war es eines seiner erklärten Ziele, die Macht der Partei wiederherzustellen. Dieses Prinzip verfocht er auch bei der blutigen Niederschlagung der Studentenproteste im Jahr 1989.
Obwohl Jiang Zemin 2002 zurücktrat, um der vierten Generation chinesischer Führer unter Hu Jintao den Weg frei zu machen, behielt er doch einen starken Einfluss, da sechs der neun Mitglieder des 16. Ständigen Ausschusses, Wu Bangguo, Jia Qinglin, Zeng Qinghong, Huang Ju († 2. Juni 2007), Li Changchun und möglicherweise auch Wu Guanzheng seine Schützlinge waren. Auch auf dem Parteikongress 2007 konnte Jiang noch Einfluss auf die Besetzung des Komitees ausüben.
Die Mitglieder des derzeitigen (20.) Ständigen Ausschusses gelten alle als mehr oder wenige enge Gefolgsleute des Vorsitzenden Xi Jingping. Dieser hat damit eine innere Homogenität erreicht, wie er sie seit dem Tode Mao Zedongs nicht hatte.

## Aktuelle Mitglieder
Die Mitglieder des 20. Ständigen Ausschusses, die auf dem 20. Parteitag der Kommunistischen Partei Chinas am 23. Oktober 2022 gewählt wurden, sind in hierarchischer Reihenfolge:
| 1                | 2              | 3               | 4                 | 5            | 6                   | 7           |
| ---------------- | -------------- | --------------- | ----------------- | ------------ | ------------------- | ----------- |
| Xi Jinping, 2022 | Li Qiang, 2022 | Zhao Leji, 2022 | Wang Huning, 2022 | Cai Qi, 2022 | Ding Xueqiang, 2022 | Li Xi, 2010 |
| Xi Jinping       | Li Qiang       | Zhao Leji       | Wang Huning       | Cai Qi       | Ding Xuexiang       | Li Xi       |

|    | Funktion                                                                  | Name          | chin. Name | Geburtsort,-provinz    |
| -- | ------------------------------------------------------------------------- | ------------- | ---------- | ---------------------- |
| 1. | Präsident, Generalsekretär, Vorsitzender der Zentralen Militärkommission  | Xi Jinping    | 习近平     | Fuping, Shaanxi        |
| 2. | Ministerpräsident                                                         | Li Qiang      | 李强       | Rui’an, Zhejiang       |
| 3. | Vorsitzender des Ständigen Ausschusses des Nationalen Volkskongresses     | Zhao Leji     | 赵乐际     | Xi’an, Shaanxi         |
| 4. | Vorsitzender der Politischen Konsultativkonferenz des chinesischen Volkes | Wang Huning   | 王沪宁     | Shanghai               |
| 5. | Chef des Zentralsekretariats der KP und Direktor des Generalbüros         | Cai Qi        | 蔡奇       | Kreis Youxi, Fujian    |
| 6. | Erster stellvertretender Ministerpräsident                                | Ding Xuexiang | 丁薛祥     | Nantong, Jiangsu       |
| 7. | Sekretär der Zentralen Disziplinarkommission                              | Li Xi         | 李希       | Kreis Liangdang, Gansu |

## Historische Zusammensetzungen des Ständigen Ausschusses

### 19. Ständiger Ausschuss (2017–2022)
Die Mitglieder des 19. Ständigen Ausschusses (Oktober 2017) waren:
1. Xi Jinping – (Generalsekretär der Kommunistischen Partei Chinas; Präsident der Volksrepublik China; Vorsitzender der Zentralen Militärkommission)
2. Li Keqiang – (Premierminister)
3. Li Zhanshu – (Vorsitzender des Nationalen Volkskongresses)
4. Wang Yang – (Vorsitzender der Politischen Konsultativkonferenz des chinesischen Volkes)
5. Wang Huning – (Sekretär des Zentralkomitees)
6. Zhao Leji – (Sekretär der Zentralen Disziplinarkommission)
7. Han Zheng – (Erster Vizepremierminister)

### 18. Ständiger Ausschuss (2012–2017)
Im November 2012 wurde die Mitgliederzahl des Ständigen Ausschusses des Politbüros der KPCh von 9 auf 7 verkleinert. Die Mitglieder des 18. Ständigen Ausschusses waren:
1. Xi Jinping – (Generalsekretär der Kommunistischen Partei Chinas; Präsident der Volksrepublik China; Vorsitzender der Zentralen Militärkommission)
2. Li Keqiang – (Premierminister)
3. Zhang Dejiang – (Vorsitzender des Nationalen Volkskongresses)
4. Yu Zhengsheng – (Vorsitzender der Politischen Konsultativkonferenz des chinesischen Volkes)
5. Liu Yunshan – (Sekretär des Zentralkomitees)
6. Wang Qishan – (Sekretär der Zentralen Disziplinarkommission)
7. Zhang Gaoli – (Erster Vizepremierminister)

### 17. Ständiger Ausschuss (2007–2012)
Die Mitglieder des 17. Ständigen Ausschusses:
1. Hu Jintao – (Generalsekretär der Kommunistischen Partei Chinas; Präsident der Volksrepublik China; Vorsitzender der Zentralen Militärkommission)
2. Wu Bangguo – (Vorsitzender des Ständigen Ausschusses des Nationalen Volkskongresses)
3. Wen Jiabao – (Premierminister des Staatsrats)
4. Jia Qinglin – (Vorsitzender der Politischen Konsultativkonferenz des chinesischen Volkes)
5. Li Changchun – (Propaganda-Chef)
6. Xi Jinping – (Vizepräsident der Volksrepublik China)
7. Li Keqiang – (1. Vize-Premierminister)
8. He Guoqiang – (Leiter der Antikorruptionsabteilung der KPCh)
9. Zhou Yongkang – (Sekretär der Zentralkomitee-Kommission für Politik und Recht)

### 16. Ständiger Ausschuss (2002–2007)
Im Oktober 2002 wurde die Mitgliederzahl des Ständigen Ausschusses des Politbüros der KPCh von 7 auf 9 vergrößert.
1. Hu Jintao – (Generalsekretär der Kommunistischen Partei Chinas; Präsident der Volksrepublik China; Vorsitzender der Zentralen Militärkommission)
2. Wu Bangguo – (Vorsitzender des Ständigen Ausschusses des Nationalen Volkskongresses)
3. Wen Jiabao – (Premierminister des Staatsrats)
4. Jia Qinglin – (Vorsitzender der Politischen Konsultativkonferenz des chinesischen Volkes)
5. Zeng Qinghong – (Vizepräsident der Volksrepublik China)
6. Huang Ju – (1. Vize-Premierminister, starb im Juni 2007)
7. Wu Guanzheng – (Sekretär der Zentralen Disziplinarkommission)
8. Li Changchun – (Propaganda-Chef)
9. Luo Gan – (Staatsrat)

### 15. Ständiger Ausschuss (1997–2002)
Der 15. Ständige Ausschuss des Politbüros hatte die folgenden sieben Mitglieder:
1. Jiang Zemin (Generalsekretär der Kommunistischen Partei Chinas; Präsident der Volksrepublik China; Vorsitzender der Zentralen Militärkommission)
2. Li Peng (Vorsitzender des Ständigen Ausschusses des Nationalen Volkskongresses)
3. Zhu Rongji (Premierminister des Staatsrats)
4. Li Ruihuan (Vorsitzender der Politischen Konsultativkonferenz des chinesischen Volkes)
5. Hu Jintao (Vizepräsident der Volksrepublik China; Vizepräsident der Zentralen Militärkommission)
6. Wei Jianxing (Sekretär der Zentralen Disziplinarkommission)
7. Li Lanqing (Vizepremier)

### 14. Ständiger Ausschuss (1992–1997)
1. Jiang Zemin
2. Li Peng
3. Qiao Shi
4. Li Ruihuan
5. Zhu Rongji
6. Liu Huaqing
7. Hu Jintao

### 13. Ständiger Ausschuss (1987–1992)
Der 13. Ständige Ausschuss hatte folgende Mitglieder:
- Li Peng
- Hu Qili
- Qiao Shi
- Yang Shangkun
- Yao Yilin
- Zhao Ziyang

### 12. Ständiger Ausschuss (1982–1987)
- Deng Xiaoping
- Chen Yun
- Hu Yaobang
- Li Xiannian
- Ye Jianying
- Zhao Ziyang

### 11. Ständiger Ausschuss (1977–1982)
- Deng Xiaoping
- Hua Guofeng
- Li Xiannian
- Wang Dongxing
- Ye Jianying

### 10. Ständiger Ausschuss (1973–1977)
- Mao Zedong
- Zhou Enlai
- Dong Biwu
- Kang Sheng
- Li Desheng
- Wang Hongwen
- Ye Jianying
- Zhang Chunqiao
- Zhu De

### 9. Ständiger Ausschuss (1969–1973)
- Mao Zedong
- Zhou Enlai
- Chen Boda
- Kang Sheng
- Lin Biao

### 8. Ständiger Ausschuss (1956–1969)
- Mao Zedong
- Zhou Enlai
- Chen Yun
- Deng Xiaoping
- Lin Biao
- Liu Shaoqi
- Zhu De

### 1. bis 7. Ständiger Ausschuss (vor 1956)
- Mao Zedong
- Zhou Enlai
- Chen Yun
- Liu Shaoqi
- Zhu De